# Amrinder Singh
Amrinder Singh (ur. 27 maja 1993 w Mahilpurze) – indyjski piłkarz, występujący na pozycji bramkarza w indyjskim klubie Odisha FC oraz w reprezentacji Indii. Uczestnik Pucharu Azji 2019, na którym nie zagrał jednak ani minuty.

## Kariera[3][4]
| Klub               | Miasto      | Debiut                                                   | Sukcesy                                              | Mecze w międzynarodowych pucharach |
| ------------------ | ----------- | -------------------------------------------------------- | ---------------------------------------------------- | --- |
| FC Pune City       | Pune        | 4 kwietnia 2013 ONGC FC 0:1 FC Pune City                 | –                                                    | FC Pune City 0:3 Hanoi FC FC Pune City 2:2 Nay Pyi Taw FC Kitchee SC 2:2 FC Pune City Tampines Rovers 3:1 FC Pune City 2:5 Tampines Rovers FC Pune City 2:0 Kitchee SC |
| ATK Mohun Bagan FC | Kolkata     | 3 października 2015 Chennaiyin FC 2:3 ATK Mohun Bagan FC | –                                                    | ATK Mohun Bagan FC 2:0 Bengaluru FC Maziya S&RC 1:3 ATK Mohun Bagan FC 1:1 Bashundhara Kings Nasaf Karszy 6:0 ATK Mohun Bagan FC 3:1 Chittagong Abahani Gokulam Kerala FC 4:2 ATK Mohun Bagan FC                                                                                   |
| Bengaluru FC       | Bengaluru   | 30 stycznia 2016 East Bengal FC 0:1 Bengaluru FC         | Mistrz Indii 2016 Indyjski Puchar Federacji 2017     | Ayeyawady United FC 0:1 Bengaluru FC 2:1 FC Chanthabouly Johor Darul Takzim FC 3:0 Bengaluru FC Kitchee SC 2:3 Bengaluru FC 1:0 Tampines Rovers 0:0 Bengaluru FC Al-Wehdat Amman 2:1 Bengaluru FC Maziya S&RC 0:1 Bengaluru FC Chittagong Abahani 2:0 Bengaluru FC 1:0 Maziya S&RC |
| Mumbai City FC     | Mumbai      | 16 listopada 2016 FC Goa 0:0 Mumbai City FC              | Mistrz Indii 2021 Zwycięzca sezonu zasadniczego 2021 | – |
| Odisha FC          | Bhubaneswar | 11 października 2022 Jamshedpur FC 2:3 Odisha FC         | –                                                    | – |

## Statystyki

### Klubowe[3][4]
(aktualne na dzień 27 stycznia 2023)
| Klub               | Sezon              | Liga                | Liga  | Liga   | Puchar krajowy | Puchar krajowy | Kontynentalne | Kontynentalne | Suma  | Suma   |
| Klub               | Sezon              | Liga                | Mecze | Bramki | Mecze          | Bramki         | Mecze         | Bramki        | Mecze | Bramki |
| ------------------ | ------------------ | ------------------- | ----- | ------ | -------------- | -------------- | ------------- | ------------- | ----- | ------ |
| FC Pune City       | 2012/13            | I-League            | 5     | 0      | ?              | ?              | –             | –             | 5     | 0      |
| FC Pune City       | 2013/14            | I-League            | 24    | 0      | ?              | ?              | 6             | 0             | 30    | 0      |
| FC Pune City       | 2014/15            | I-League            | 20    | 0      | ?              | ?              | –             | –             | 20    | 0      |
| FC Pune City       | Łącznie            | Łącznie             | 49    | 0      | ?              | ?              | 6             | 0             | 55    | 0      |
| ATK Mohun Bagan FC | 2014/15            | Indian Super League | 13    | 0      | ?              | ?              | –             | –             | 13    | 0      |
| ATK Mohun Bagan FC | 2021/22            | Indian Super League | 22    | 0      | ?              | ?              | 4             | 0             | 26    | 0      |
| ATK Mohun Bagan FC | 2022/23            | Indian Super League | 0     | 0      | ?              | ?              | 2             | 0             | 2     | 0      |
| ATK Mohun Bagan FC | Łącznie            | Łącznie             | 35    | 0      | ?              | ?              | 6             | 0             | 41    | 0      |
| Bengaluru FC       | 2015/16            | I-League            | 11    | 0      | ?              | ?              | 6             | 0             | 17    | 0      |
| Bengaluru FC       | 2016/17            | I-League            | 12    | 0      | 3              | 0              | 4             | 0             | 19    | 0      |
| Bengaluru FC       | Łącznie            | Łącznie             | 23    | 0      | 3              | 0              | 10            | 0             | 36    | 0      |
| Mumbai City FC     | 2015/16            | Indian Super League | 6     | 0      | 0              | 0              | –             | –             | 6     | 0      |
| Mumbai City FC     | 2017/18            | Indian Super League | 16    | 0      | 2              | 0              | –             | –             | 18    | 0      |
| Mumbai City FC     | 2018/19            | Indian Super League | 19    | 0      | 0              | 0              | –             | –             | 19    | 0      |
| Mumbai City FC     | 2019/20            | Indian Super League | 18    | 0      | 0              | 0              | –             | –             | 18    | 0      |
| Mumbai City FC     | 2020/21            | Indian Super League | 23    | 0      | 0              | 0              | –             | –             | 23    | 0      |
| Mumbai City FC     | Łącznie            | Łącznie             | 82    | 0      | 2              | 0              | 0             | 0             | 84    | 0      |
| Odisha FC          | 2022/23            | Indian Super League | 14    | 0      | 0              | 0              | –             | –             | 14    | 0      |
| Odisha FC          | Łącznie            | Łącznie             | 14    | 0      | 0              | 0              | 0             | 0             | 14    | 0      |
| Łącznie w karierze | Łącznie w karierze | Łącznie w karierze  | 203   | 0      | 2              | 0              | 22            | 0             | 227   | 0      |

### Reprezentacyjne[5]
(aktualne na dzień 27 stycznia 2023)
| Występy i gole w reprezentacji | Występy i gole w reprezentacji | Występy i gole w reprezentacji | Występy i gole w reprezentacji | Występy i gole w reprezentacji | Występy i gole w reprezentacji | Występy i gole w reprezentacji | Występy i gole w reprezentacji | Występy i gole w reprezentacji |
| Lp.                            | Data                           | Miasto                         | Przeciwnik                     | Wynik                          | Czas                           | Gole                           | Inne                           | Rozgrywki                      |
| ------------------------------ | ------------------------------ | ------------------------------ | ------------------------------ | ------------------------------ | ------------------------------ | ------------------------------ | ------------------------------ | ------------------------------ |
| 1.                             | 19.08.2017                     | Mumbaj                         | Mauritius                      | 2:1 (1:1)                      | 46'–90'                        |                                |                                | 2017 Hero Tri-Nation Series    |
| 2.                             | 07.06.2018                     | Mumbaj                         | Nowa Zelandia                  | 1:2 (0:0)                      | 1'–90'                         |                                |                                | Puchar Interkontynentalny 2018 |
| 3.                             | 27.12.2018                     | Abu Zabi                       | Oman                           | 0:0                            | 1'–46'                         |                                |                                | mecz towarzyski                |
| 4.                             | 08.06.2019                     | Buri Ram                       | Tajlandia                      | 1:0 (1:0)                      | 1'–51'                         |                                |                                | mecz towarzyski                |
| 5.                             | 13.07.2019                     | Ahmedabad                      | Korea Północna                 | 2:5 (0:3)                      | 1'–90'                         |                                |                                | Puchar Interkontynentalny 2019 |
| 6.                             | 25.03.2021                     | Dubaj                          | Oman                           | 1:1 (0:1)                      | 1'–90'                         |                                |                                | mecz towarzyski                |
| 7.                             | 05.09.2021                     | Katmandu                       | Nepal                          | 2:1 (0:0)                      | 1'–90'                         |                                |                                | mecz towarzyski                |

## Sukcesy[6]

### Klubowe
(aktualne na 27 stycznia 2023)
- Mistrzostwo Indii 2016, 2021
- Indyjski Puchar Federacji 2017
- Zwycięzca sezonu zasadniczego 2021

### Reprezentacyjne
- Puchar Interkontynentalny 2018
- Puchar Tri-Nation 2017